# Apanteles agatillus
Apanteles agatillus är en stekelart som beskrevs av Nixon 1965. Apanteles agatillus ingår i släktet Apanteles och familjen bracksteklar. Inga underarter finns listade i Catalogue of Life.